# Salmiakki

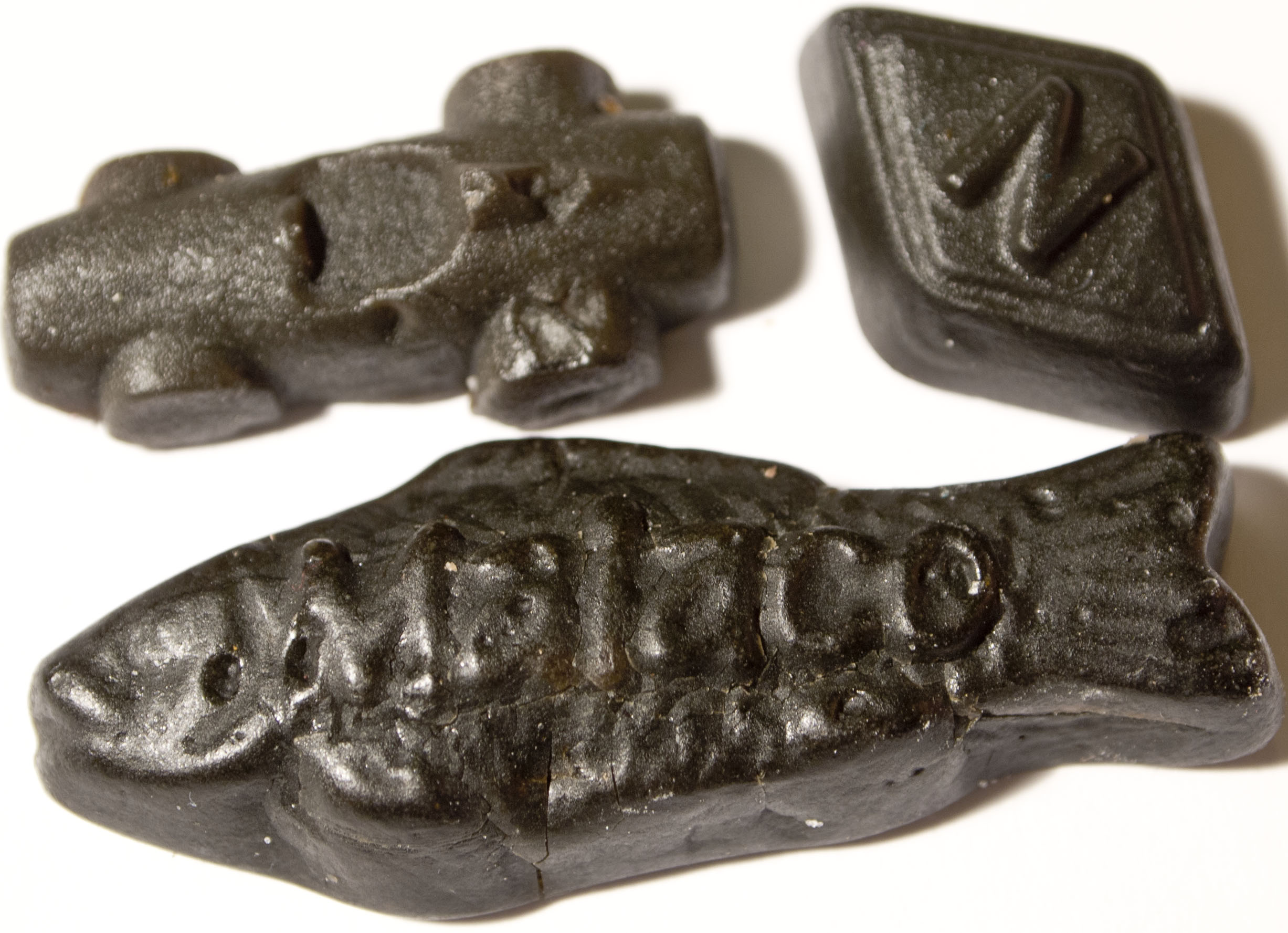
Salmiakki

Salmiakki (finlandês) ou salmiak (norueguês, dinamarquês, sueco e neerlandês) é um confeito salgado e doce ao mesmo tempo (parece uma bala), sendo uma variedade de alcaçus aromatizado com o ingrediente "sal salino" (sal amoníaco, cloreto de amônio) óleo de anis também pode ser um ingrediente principal adicional ao alcaçus salgado. O sabor pode ser considerado semelhante ao tanino, uma característica dos vinhos tintos, a qual adiciona ambas amargura e austeridade ao sabor. Muitas pessoas da Finlândia, Suécia e da Noruega adoram. Alguns dizem que o gosto vem do costume, outros dizem que as crianças destes países têm uma afeição natural a sabores distintos.

## Características
Sua coloração lembra o alcaçuz e seu sabor é obtido a partir do cloreto de amónio (NH4Cl). A palavra salmiak(ki) vem do latim sal ammoniacvm que quer dizer "sal de Amon".
Os confeitos de salmiakki são normalmente coloridos artificialmente de preto ou marrom escuro, mas podem ser encontrados também na cor branca e variantes de cinza. Não se sabe a razão da preferência pelas cores escuras, já que o cloreto de amônia puro é branco, mas supõe-se que seja para dar uma "imagem mais séria" ao produto ou devido ao alcaçuz utilizado para suavizar o sabor do cloreto de amônia.
O formato mais popular das balas de salmiakki é losangular. Este formato é tão comum que na Finlândia a palavra "salmiakki" algumas vezes é utilizada para designar esta forma geométrica e não o confeito, contudo também é possível encontrá-las em formato redondo (discos ou esferas).
Além de ser consumido na forma de confeito, salmiakki também é utilizado para dar sabor a vodca, brandy e recentemente até mesmo a carnes ("Salmiakkipossu" é uma marca de carne de porco, nomeada assim provavelmente por ser um jogo de palavras com "Salmiakkikossu", uma popular marca finlandesa de vodca Koskenkorva com sabor de salmiakki).
Salmiakki é muito popular nos países nórdicos mas não muito conhecido no resto do mundo. A maioria dos demais europeus já ouviu falar de salmiakki, algumas vezes até provaram, mas normalmente não gostam do sabor, com exceção dos holandeses. Por este motivo às vezes a Holanda é chamada de 'o sexto país nórdico'.
É praticamente impossível comprar salmiakki fora da Europa, mas é possível encontrá-lo a venda em algumas lojas virtuais internacionais.